# Prințesa Elena Victoria de Schleswig-Holstein
Prințesa Elena Victoria (Victoria Louise Sophia Augusta Amelia Helena; 3 mai 1870 – 13 martie 1948) a fost membră a familiei regale britanice, nepoată a reginei Victoria.

## Biografie
Prințesa Elena Victoria s-a născut la Casa Frogmore în apropiere de Castelul Windsor. Tatăl ei a fost Prințul Christian de Schleswig-Holstein, al treilea fiu al lui Christian, Duce de Augustenborg și al contesei Louise de Danneskjold-Samsøe. Mama ei a fost Prințesa Elena a Regatului Unit, al cincilea copil și a treia fiică a reginei Victoria și a Prințului Albert de Saxa-Coburg și Gotha. Părinții ei aveau reședința în Regatul Unit, la Cumberland Lodge și Prințesa era considerată membru al familiei regale britanice.
Cea mai mare parte a copilăriei a petrecut-o la Cumberland Lodge, reședința tatălui ei. Era cunoscută de familie ca  "Thora" sau uneori "Snipe", nume care făcea referire la  trăsăturile ei faciale ascuțite. Oficial folosea numele de "Helena Victoria" din șirul de șase nume creștine.
În iulie 1917, regele George al V-lea a schimbat numele casei regale britanice din Casa de Saxa-Coburg-Gotha în Casa de Windsor. De asemenea, el a cerut numeroșilor săi veri și cumnați, care erau supuși britanici, să renunțe la utilizarea titlurilor și a numelor lor germane. Prințesele Elena și Marie Louise au încetat să mai folosească denumirea teritorială "de Schleswig-Holstein-Sonderburg-Augustenberg". Ele au devenit cunoscut doar ca "HH Prințesa Elena Victoria" și "HH Prințesa Marie Louise" acordându-le vechea distincție de a fi prințese, dar nu neapărat membri ai vreunei familii regale. Deși cele două prințese au deținut titluri germane, ambele au fost de chintesență engleză.
Prințesa Elena Victoria nu s-a căsătorit niciodată.